# Fidel León Cadavid Marín
Fidel León Cadavid Marin (Bello, 3 de julio de 1951) es un prelado colombiano. Actualmente se desempeña como obispo de la diócesis de Sonsón-Rionegro.

## Biografía
Nació en una familia tradicional antioqueña. Cuarto de diez hijos, su familia se instaló en Bello y unos años después en Medellín. Llegó a Medellín con siete años listo para iniciar sus estudios primarios. Realiza su primaria en la Pontificia Universidad Bolivariana; en quinto de primaria el promotor vocacional el padre Luis Gaviria fue a invitarles a los círculos vocacionales los sábados al cual el decidió asistir. Fue monaguillo de la parroquia de su comunidad. Estuvo participando dos años en los círculos vocacionales hasta que les dieron la oportunidad de ingresar al Seminario Mayor de la Arquidiócesis de Medellín.

### Sacerdote
La experiencia que le definió si entraría al Seminario Mayor fue el contacto con las personas. Recibió la Ordenación sacerdotal el 5 de diciembre de 1976 por manos de Tulio Botero Salazar. Inició su ministerio con los cargos de:
- Vicario coadjutor en la parroquia de Santa Bárbara
- Profesor en el Seminario Mayor de Medellín
- Párroco de Sierra (Popayán)
- Profesor del Seminario Mayor de Cali
- Párroco de Santa Bárbara
- Rector del Seminario Mayor “Santa Cruz” de Caldas
- Ecónomo diocesano y párroco de la Catedral de Caldas
- Párroco de Santa Ana en Fredonia

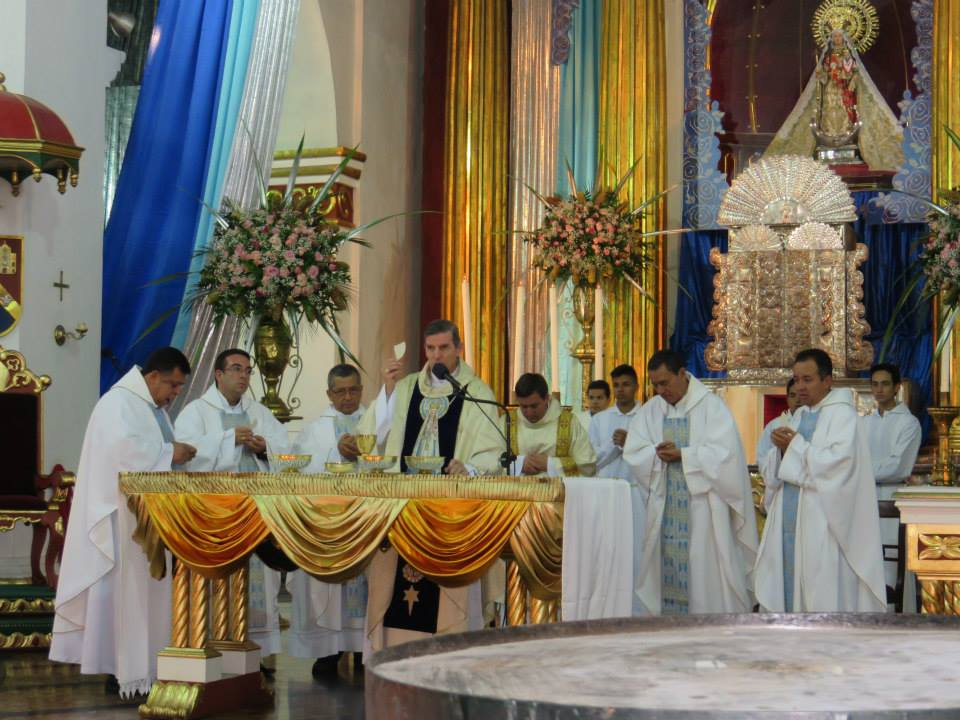

Estuvo incardinado en la Arquidiócesis de Medellín, pero cuando en 1988 se creó la Diócesis de Caldas vino a formar parte del clero de esta última. Obtuvo la licenciatura en Filosofía y Teología en la Pontificia Universidad Bolivariana de Medellín y, la Licenciatura en Teología Dogmática en la Pontificia Universidad Gregoriana, en Roma.

### Obispo
El 25 de julio de 2001, Juan Pablo II lo nombró Obispo de Quibdó. Fue consagrado Obispo el 22 de septiembre de 2001. El 2 de febrero de 2011 fue nombrado Obispo de Sonsón-Rionegro por Benedicto XVI. Tomó posesión canónica de la diócesis el 18 de marzo en la Concatedral de Rionegro y al día siguiente en la Catedral de Sonsón.
Para él fue grande el cambio ya que pasó de una Diócesis de 36 sacerdotes a una de 348 sacerdotes
En La Diócesis de Sonsón – Rionegro se ha caracterizado por su impresionante forma de pensar, su cercanía con la gente, su gran respeto por las tradiciones en especial a la de la Misa Carismática, su humildad y especialmente ser el pastor al que tanto queremos. Es un gran admirador de Monseñor Alfonso Uribe Jaramillo quien igualmente rigió la Diócesis. Colabora día a día con la formación de sacerdotes. El 29 de junio de 2013 consagró obispo a Omar de Jesús Mejía Giraldo.